# Мехеда Сергій Олександрович
Сергі́й Олекса́ндрович Мехе́да — капітан, штурман ланки, льотчик вертолітної ланки 18 ОБрАА Збройних сил України, учасник російсько-української війни, що відзначився у ході російського вторгнення в Україну у 2022 році.

## Біографія
14 травня 2015 року пішов на військову службу за частковою мобілізацією.
Неодноразово виконував бойові вильоти в гарячі райони, куди під обстрілами доставляв боєприпаси та на зворотному шляху евакуйовував поранених до медзакладів. 
Загинув 16 березня 2022 року у віці 40 років біля с. Адамівка Донецької області при виконанні бойового завдання, внаслідок обстрілу та падіння вертольота Мі-8МТ.
Залишилися дружина, троє дітей та мати.

## Нагороди
- орден «Богдана Хмельницького» III ступеня (2022) — за особисту мужність і самовіддані дії, виявлені у захисті державного суверенітету та територіальної цілісності України, вірність військовій присязі.